# Rhagoletis
Rhagoletis este un gen de muște din familia Tephritidae.

## Specii[1]
- Rhagoletis acuticornis
- Rhagoletis adusta
- Rhagoletis almatensis
- Rhagoletis alternata
- Rhagoletis bagheera
- Rhagoletis basiola
- Rhagoletis batava
- Rhagoletis berberidis
- Rhagoletis berberis
- Rhagoletis bezziana
- Rhagoletis blanchardi
- Rhagoletis boycei
- Rhagoletis brncici
- Rhagoletis caucasica
- Rhagoletis cerasi
- Rhagoletis chionanthi
- Rhagoletis chumsanica
- Rhagoletis cingulata
- Rhagoletis completa
- Rhagoletis conversa
- Rhagoletis cornivora
- Rhagoletis ebbettsi
- Rhagoletis electromorpha
- Rhagoletis emiliae
- Rhagoletis fausta
- Rhagoletis ferruginea
- Rhagoletis flavicincta
- Rhagoletis flavigenualis
- Rhagoletis indifferens
- Rhagoletis jamaicensis
- Rhagoletis juglandis
- Rhagoletis juniperina
- Rhagoletis kurentsovi
- Rhagoletis lycopersella
- Rhagoletis macquartii
- Rhagoletis magniterebra
- Rhagoletis meigenii
- Rhagoletis mendax
- Rhagoletis metallica
- Rhagoletis mongolica
- Rhagoletis nicaraguensis
- Rhagoletis nova
- Rhagoletis ochraspis
- Rhagoletis osmanthi
- Rhagoletis penela
- Rhagoletis persimilis
- Rhagoletis pomonella
- Rhagoletis psalida
- Rhagoletis ramosae
- Rhagoletis reducta
- Rhagoletis rhytida
- Rhagoletis ribicola
- Rhagoletis rohdendorfi
- Rhagoletis rumpomaculata
- Rhagoletis samojlovitshae
- Rhagoletis scutellata
- Rhagoletis solanophaga
- Rhagoletis striatella
- Rhagoletis suavis
- Rhagoletis tabellaria
- Rhagoletis tomatis
- Rhagoletis triangularis
- Rhagoletis turanica
- Rhagoletis turpiniae
- Rhagoletis willinki
- Rhagoletis zephyria
- Rhagoletis zernyi
- Rhagoletis zoqui